# Lacanau
Lacanau là một xã trong tỉnh Gironde, thuộc vùng Nouvelle-Aquitaine của nước Pháp, có dân số là 3129 người (thời điểm 1999). Lacanau là một điểm du lịch cạnh Đại Tây Dương.